# Начович, Григорий
Григорий Димитров Начович (1845-1920) — болгарский политический деятель.

## Биография
Григорий Начович родился в городе Свиштов, в семье торговца. Среднее образование получил в Свиштовском греческом училище. Продолжил образование в Константинополе (французский католический «Роберт-колледж»), Париже и Вене. В 1866 г. возглавил тайный революционный комитет. Сражался в чете Филиппа Тотю.
Преследуемый турецкими властями за участие в национальном движении 1867 года, Начович бежал за границу: сначала в Бухарест, потом жил преимущественно в Вене, где занимался торговлей. Во время войны 1877 г. служил в русском генеральном штабе, а по окончании её участвовал в Тырновском великом народном собрании, где, вместе со Стоиловым, был одним из выдающихся представителей консервативной партии. Был министром финансов в первом кабинете Бурмова, финансов и иностранных дел — в министерстве Климента Друмева (1879 — 1880 гг.). В качестве консерватора Начович поддерживал генерала К. Г. Эрнрота, совершившего в 1881 г. государственный переворот, и участвовал в Систовском великом народном собрании, отменившем конституцию. Был министром иностранных дел, финансов, общественных работ и земледелия в следовавших за тем консервативных кабинетах, но сохранил портфель финансов и в либеральном кабинете Цанкова (1883 г.), после восстановления конституции. Затем был министром иностранных дел в либеральном кабинете Васила Радославова (1886 — 1887 гг.). После вступления на престол князя Фердинанда, Начович был дважды министром финансов в кабинете Стамболова, в 1887—88 гг. и 1891—92 гг.; кроме того, был дипломатическим агентом в Бухаресте (1885 — 1886 гг.) и в Вене (1890 — 1891 гг.).
Начович был умным человеком, искусным дипломатом и одним из лучших в Болгарии финансистов. Он пользовался весьма большим кредитом в правительственных и биржевых кругах Вены. Это последнее обстоятельство принудило Стамболова пригласить его в министерство в наиболее критический для него момент (после убийства Белчева, 1891 г.), несмотря на их взаимную антипатию. Политически Начевич принадлежал к партии, весьма мало стеснявшейся какими бы то ни было принципами. Однако, одного пункта в своей программе Начевич держался всегда твердо — сочувствия к Австрии и вражды к России. Быть может именно этот пункт дал ему возможность работать со Стамболовым.
С 1892 г. Начевич, вместе со Стоиловым, Радославовым и Тончевым, стоял во главе «соединенной легальной оппозиции» Стамболову и принимал участие в редактировании «Свободного Слова». После переворота 18 мая 1894 года Начевич стал министром иностранных дел и общественных работ в кабинете Стоилова. В 1896 г., в феврале, он занял пост министра земледелия и торговли, и в том же году, когда министерство сделалось окончательно русофильским, вышел в отставку. Избранный кметом Софии, он отказался от этой должности и уехал за границу.
Его обвиняли в организации убийства Стамбулова (1895), и обстоятельства убийства дают повод считать это обвинение до известной степени вероятным, хотя несомненных доказательств нет. В 1903 — 1906 гг. был болгарским дипломатическим агентом в Константинополе. В этом качестве подписал в марте 1904 года соглашение с Турцией, предотвратившее военный конфликт (Болгария на тот момент ещё пребывала вассальным княжеством).
В 1913 г. Начович участвовал в переговорах по заключению Лондонского мирного договора, завершившего 2-ю Балканскую войну.